# Nicola I del Montenegro
Nicola I Mirkov Petrović-Njegoš (in cirillico: Никола I Петровић-Његош?; Njeguši, 7 ottobre 1841 – Montpellier, 1º marzo 1921) è stato il primo re e fondatore del regno del Montenegro.
In un primo tempo fu Knjaz come Nicola I, dal 1860 al 1910, poi re del Montenegro; regnò dal 1910 al 1918, quando fu esiliato in Francia. Poeta, scrisse un popolare inno del Montenegro - Onamo 'namo - conosciuto come La Marsigliese serba.

## Biografia

### Giovinezza ed educazione

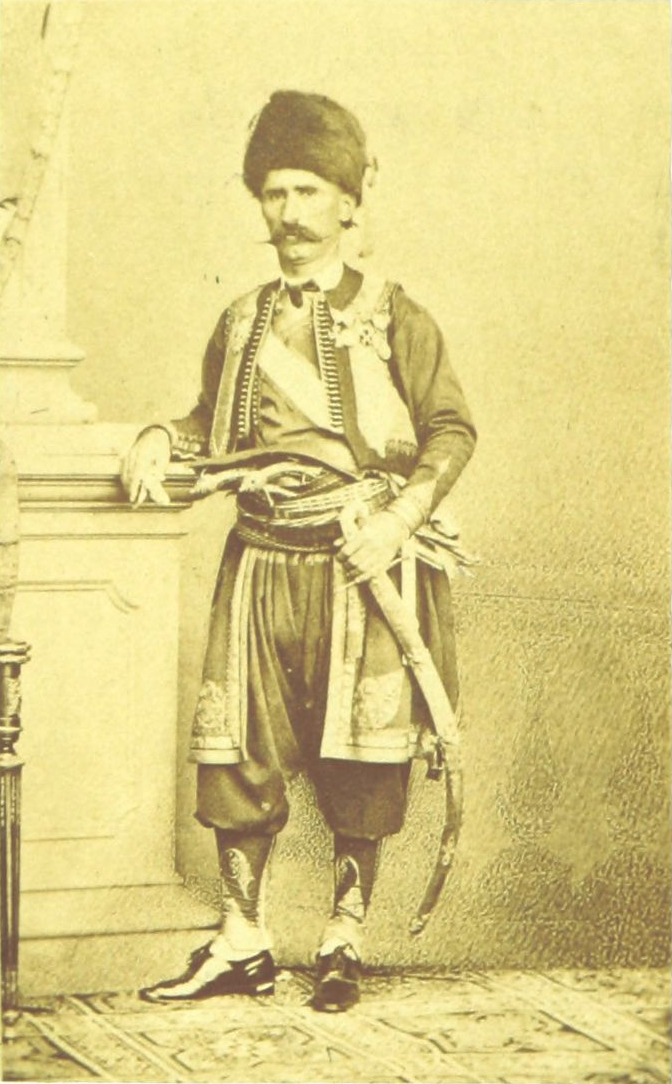
Il granduca Mirko Petrović-Njegoš fotografato da Emily Anne Beaufort nel 1863

Nicola apparteneva alla casa reale dei Petrović-Njegoš; suo padre era il granduca Mirko Petrović-Njegoš, soldato montenegrino, poeta e diplomatico, fratello maggiore di Danilo I del Montenegro; sua madre era Anastasia Martinović. Dopo il 1696 il potere sovrano era passato alla famiglia Petrović, da zio a nipote, in eredità monastica con il divieto di matrimonio. Con Danilo II però le cose cambiarono, perché egli rinunciò all'ufficio episcopale, dichiarando l'eredità in linea diretta maschile. Non avendo figli, però, gli succedette alla morte il nipote Nicola.
Cresciuto a Trieste nella casa di Darinka, moglie dello zio Danilo I, Nicola studiò al Lycée Louis-le-Grand di Parigi, essendo la congiunta appassionata di cultura francese. Era nella capitale francese quando lo zio Danilo I fu assassinato. Nel novembre del 1860 sposò Milena, figlia del voivoda Petar Vukotić.

### Principe del Montenegro

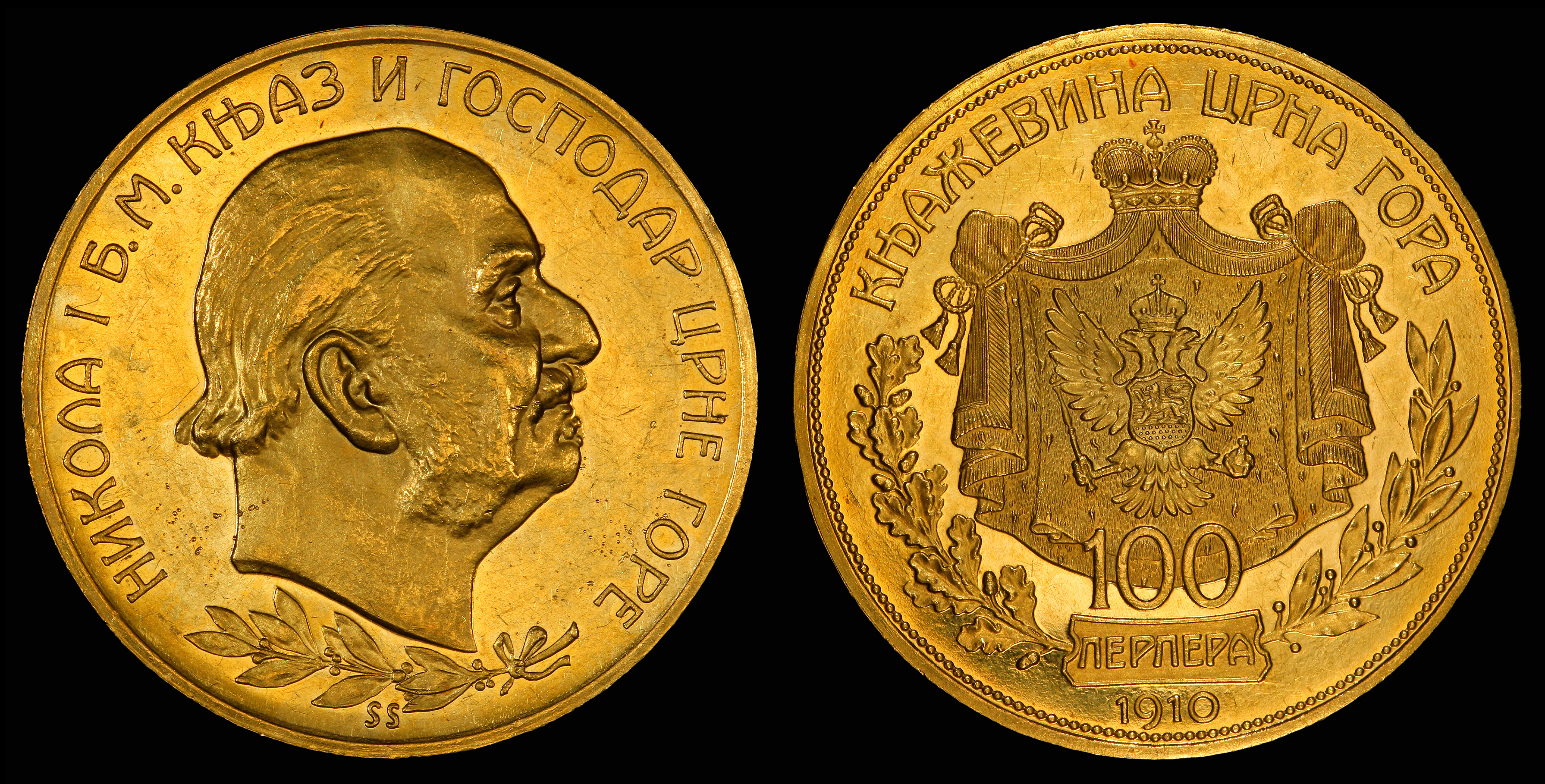
Perpera con l'effigie di Nicola del Montenegro

Dopo la sua nomina a Principe del Montenegro seguì un breve periodo di pace e Nicola attuò importanti riforme amministrative e militari, ma, dal 1862 al 1878, nella sua terra ci furono scontri con l'impero ottomano. Nel 1867 incontrò l'imperatore Napoleone III di Francia a Parigi e nel 1868 lo zar Alessandro II di Russia, oltreché visitare le corti di Berlino e Vienna. L'amicizia con la famiglia imperiale russa garantì considerevoli sovvenzioni al Montenegro: armi, munizioni e denaro furono inviati a Cettigne.
Nel 1876 dichiarò guerra alla Turchia. Tra il 1877 e il 1878 venne sconfitto dalla resistenza albanese a Plavë, Guci, Hotë e Grudë. Le grandi potenze gli assegnarono però le città di Nikšić, Antivari e Dulcigno come ricompensa, nonostante anche in queste città i montenegrini fossero stati battuti dagli albanesi della Lega di Prizren, i quali si piegarono solo sotto l'attacco congiunto delle cinque grandi potenze europee, dell'impero ottomano e dei montenegrini. Queste città furono concesse per un periodo di cento anni, ma, una volta sciolto l'impero ottomano, i montenegrini non si sentirono in dovere di restituirle. Con la vittoria della guerra il Montenegro ottenne un'estensione del territorio e l'acquisizione di uno sbocco marittimo sul mare Adriatico. L'indipendenza del Montenegro fu riconosciuta nel 1878 al Congresso di Berlino.

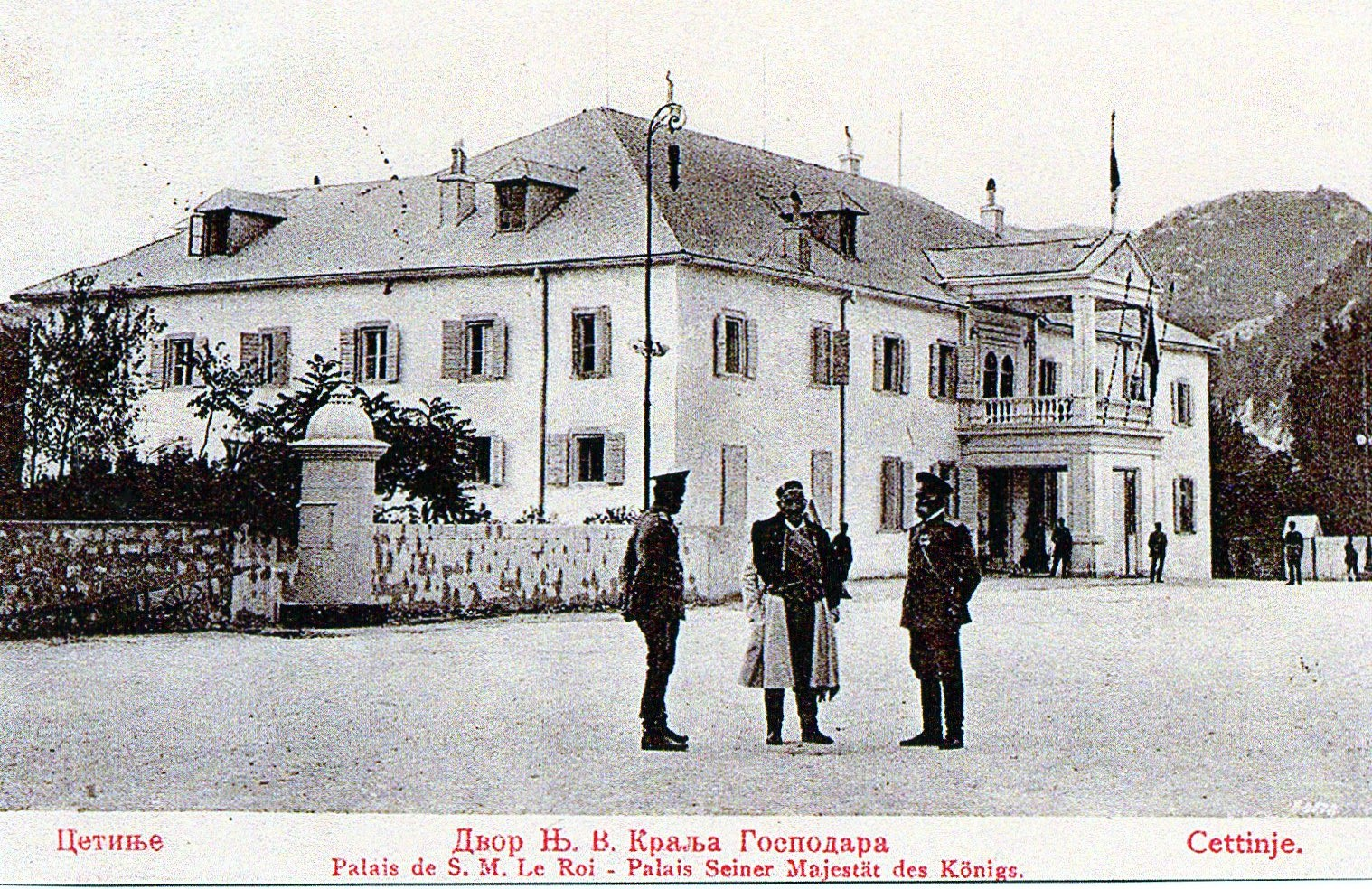
Il Palazzo reale di Cettigne, nel 1911

Nel 1905 concesse al Montenegro la sua prima costituzione, introducendo la libertà di stampa e un codice di diritto penale. Nel 1906 introdusse la valuta montenegrina, il perpero. Nicola I può essere considerato come un despota benevolo, capo militare e poeta.

### Re del Montenegro

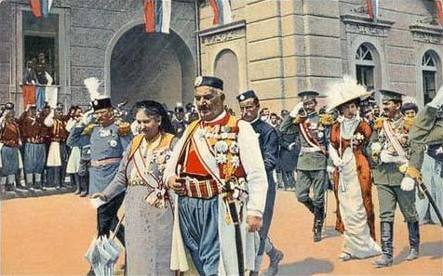
Re Nicola e la regina Milena nel giorno della proclamazione del regno, il 28 agosto 1910

Nel 1900 Nicola acquisì il trattamento di Altezza Reale e il 28 agosto 1910, durante il suo giubileo, fu incoronato sovrano del Montenegro. Quando scoppiò la guerra dei Balcani nel 1912, il re Nicola fu uno dei più entusiasti tra gli alleati, con l'intento di respingere gli Ottomani fuori dall'Europa.
In quanto padre della regina d'Italia Elena, Nicola fu benvoluto dagli italiani e soprattutto dai pugliesi, così vicini al suo regno. A Bari, dove a volte si recava per acquisti, era affettuosamente chiamato zi' Nicole: la città gli ha dedicato un busto in corso Vittorio Emanuele.

### Esilio e morte

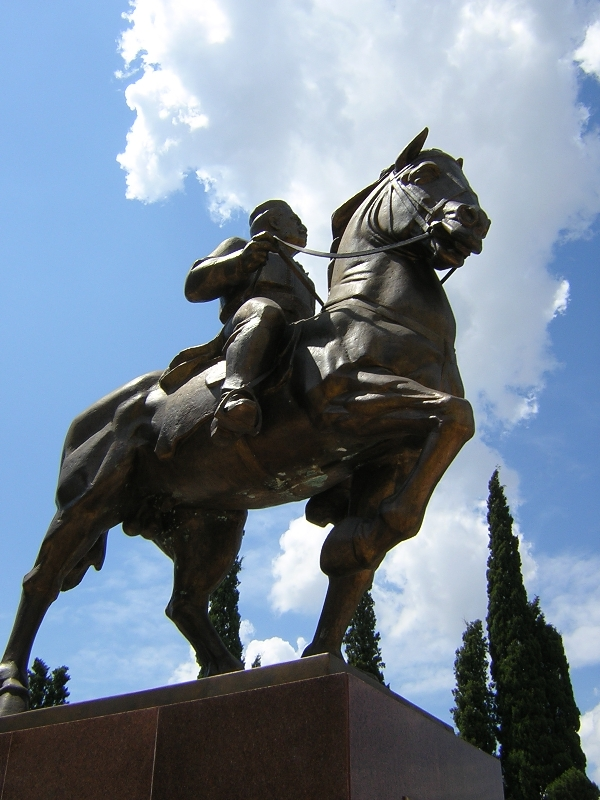
Monumento equestre a re Nicola I del Montenegro a Podgorica

Durante la prima guerra mondiale, nel 1914, fu tra i primi a decidere l'invio di truppe in Serbia come sostegno per fare ritirare le forze austriache dalla penisola balcanica. La fine del conflitto costò a Nicola la perdita del regno. Nel 1918 fu esiliato ad Antibes, da dove continuò a proclamarsi re fino alla morte, tre anni dopo. I territori del sud-est europeo si unirono nel Regno dei Serbi, Croati e Sloveni, che prese poi il nome di Jugoslavia nel 1929.
Nicola I era affiliato alla massoneria, membro della loggia "Luce a Est", istituita a Cettigne nel 1877 e rimasta in attività fino al 1906.
Nel 1989 le salme di Nicola I e della regina Milena sono state portate dalla chiesa russa ortodossa di Sanremo in patria e inumate nella cappella di Cipur, a Cettigne.

## Discendenza

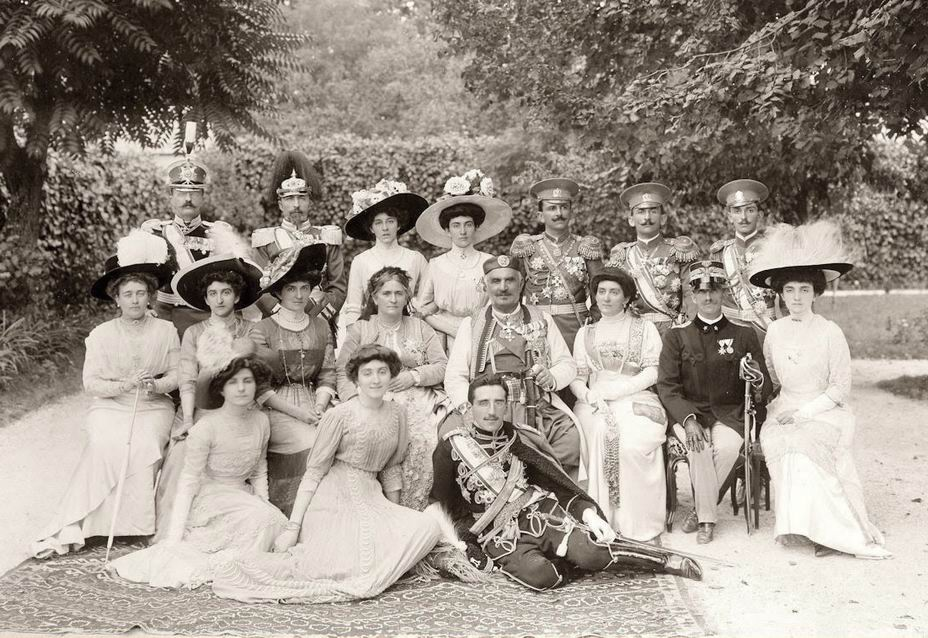
Nicola e Milena assieme ai figli e loro consorti come Vittorio Emanuele III, seconda fila, secondo da destra,

Cinque delle sue figlie sposarono principi o sovrani europei e ciò gli valse l'appellativo di “suocero d'Europa”, appellativo che fu attribuito anche al re Cristiano IX di Danimarca.
- La principessa Zorka (1864-1890) sposò il principe ereditario Petar Karadordevic (che divenne Pietro I di Serbia nel 1903);
- La principessa Milica (1866–1951) sposò il granduca Pietro di Russia;
- La principessa Anastasia, più nota come "Stane" (1868-1935), sposò prima il duca Giorgio di Leuchtenberg e, successivamente, il granduca Nicola il Giovane;
- Maria (1869-1885);
- Il principe ereditario Danilo II (1871-1939), re del Montenegro (1921), sposò la duchessa Jutta di Meclemburgo-Strelitz e succedette brevemente al padre quando fuggì in Francia, per poi abdicare in favore del nipote Michele;
- La principessa Elena (1873-1952) divenne regina d'Italia sposando Vittorio Emanuele III;
- La principessa Anna (1874-1971) sposò il principe Francesco Giuseppe di Battenberg, figlio di Alessandro d'Assia;
- Sofia (1876-1876);
- Il principe Mirko, gran voivoda di Grahovo e Zetà (1879-1918), sposò Natalija Konstantinović ed ebbero un figlio, il principe Michele I del Montenegro, ultimo re titolare;
- Ksenija (1881-1960);
- Vjera (1887-1927);
- Il principe Pietro (1889-1932), gran voivoda di Zahumlije.

Attualmente il pretendente al trono montenegrino è il principe Nicola del Montenegro, figlio del principe Michele, morto nel 1986.

## Ascendenza
|                                |                  |                    | Genitori |  |  | Nonni                  |  |  | Bisnonni             |  |
|                                |                  |                    |          |  |  | Stanko Petrović-Njegoš |  |  | Sava Petrović-Njegoš |  |
|                                |                  |                    |          |  |  | Stanko Petrović-Njegoš |  |  | Sava Petrović-Njegoš |  |
|                                |                  | Angelika Radamović |          |  |  | Stanko Petrović-Njegoš |  |  |                      |  |
| Granduca Mirko Petrović-Njegoš |                  |                    |          |  |  | Stanko Petrović-Njegoš |  |  |                      |  |
|                                |                  | Christine Vrbitsa  | …        |  |  |                        |  |  |                      |  |
|                                |                  | Christine Vrbitsa  | …        |  |  |                        |  |  |                      |  |
|                                |                  | Christine Vrbitsa  | …        |  |  |                        |  |  |                      |  |
| Nicola I del Montenegro        |                  | Christine Vrbitsa  |          |  |  |                        |  |  |                      |  |
|                                | Drago Martinović | …                  |          |  |  |                        |  |  |                      |  |
|                                | Drago Martinović | …                  |          |  |  |                        |  |  |                      |  |
|                                | Drago Martinović | …                  |          |  |  |                        |  |  |                      |  |
| Anastasija Martinović          | Drago Martinović |                    |          |  |  |                        |  |  |                      |  |
|                                |                  | Stana Martinović   | …        |  |  |                        |  |  |                      |  |
|                                |                  | Stana Martinović   | …        |  |  |                        |  |  |                      |  |
|                                |                  | Stana Martinović   | …        |  |  |                        |  |  |                      |  |
|                                |                  | Stana Martinović   |          |  |  |                        |  |  |                      |  |

## Posizioni militari onorarie
| Forza militare                                            | Unità    | Posizione                                                                    |
| --------------------------------------------------------- | -------- | ---------------------------------------------------------------------------- |
| Forze armate del Montenegro                               | Esercito | Colonnello onorario del 15º reggimento di fanteria "Nicola I del Montenegro" |
| Russkaja imperatorskaja armija (esercito imperiale russo) | Esercito | Feldmaresciallo                                                              |